# Scopula pseudoafghana
Scopula pseudoafghana är en fjärilsart som beskrevs av Ebert 1965. Scopula pseudoafghana ingår i släktet Scopula och familjen mätare. Inga underarter finns listade.